# Robert Hardt

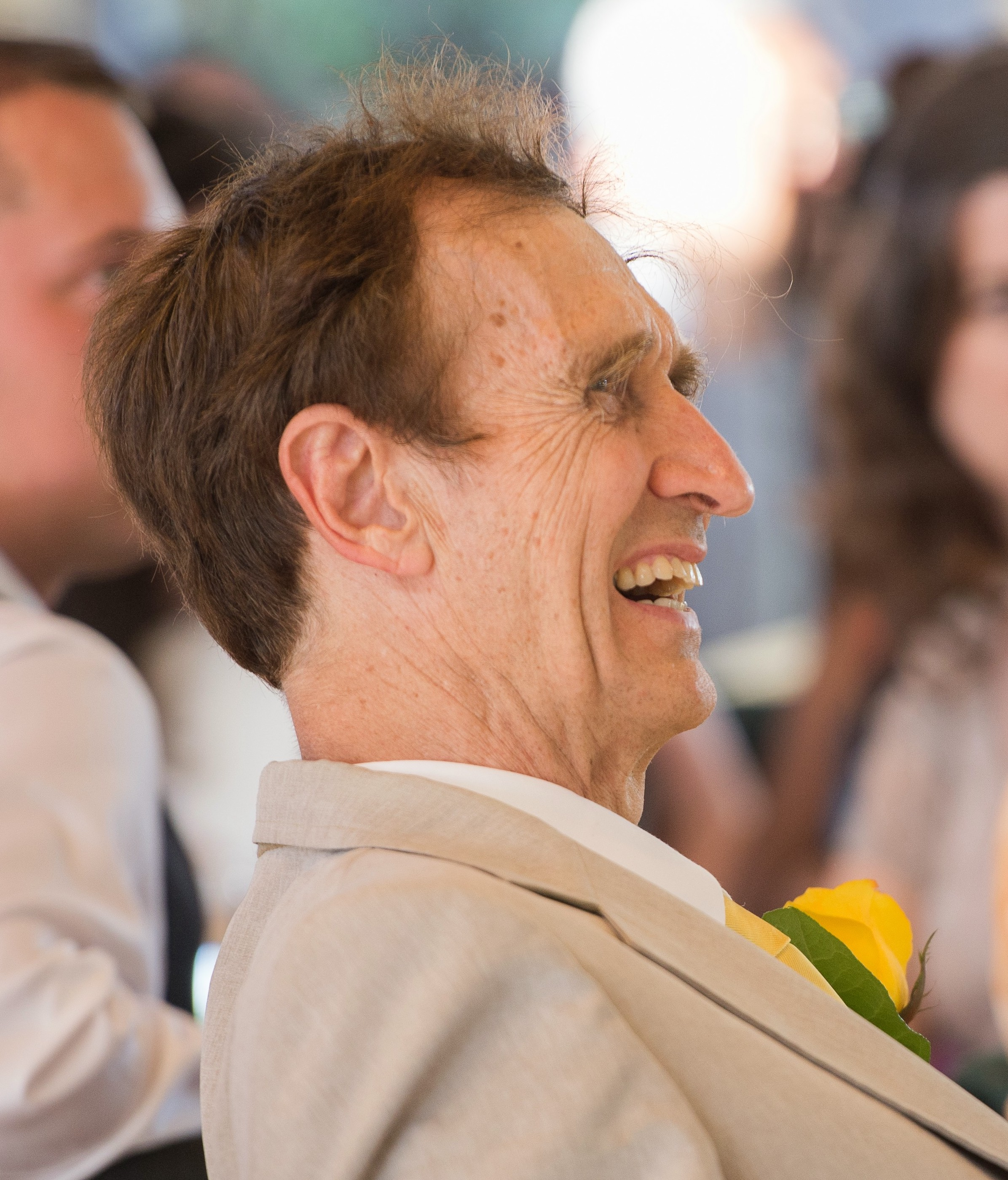
Robert Hardt, 2014

Robert Miller Hardt (* 24. Juni 1945 in Pittsburgh)  ist ein US-amerikanischer Mathematiker.

## Leben
Hardt studierte am Massachusetts Institute of Technology mit dem Bachelor-Abschluss 1967 und wurde 1971 bei Herbert Federer an der Brown University promoviert (Slicing and Intersection Theory for Chains Associated with Real Analytic Varieties) 1971 wurde er Instructor und später Professor an der University of Minnesota (Minneapolis) und ab 1988 war er Professor an der Rice University, wo er W. L. Moody Professor ist. Er ist Fellow der American Mathematical Society.
Er befasst sich mit geometrischer Maßtheorie, partiellen Differentialgleichungen und Kontinuumsmechanik.
Er war Gastwissenschaftler am Institute for Advanced Study (1976), am IHES (1978, 1981), Gastprofessor an der University of Melbourne (1979), an der Stanford University und der Universität Wuppertal.

## Schriften
- Stratification of real analytic mappings and images, Inventiones Mathematicae, 28, 1975, 193–208
- mit Leon Simon: Boundary regularity and embedded solutions of the oriented Plateau problem, Annals of Mathematics, Band 110, 1979, S. 439–486.
- Herausgeber: Six Themes on Variation, Student Mathematical Library, AMS, 2004
- Herausgeber mit Michael Wolff: Nonlinear partial differential equations in differential geometry, AMS, Institute for Advanced Study 1996